# Форсайт-стріт
Форсайт-стріт (англ. Forsyth Street) — проходить від Х'юстон-стріт на південь до Генрі-стріт у боро Нью-Йорка Мангеттен. Вулиця була названа в 1817 році на честь підполковника Бенджаміна Форсайта.
Найпівденніша частина Форсайт-стріт, на південь від Канал-стріт, проходить паралельно Манхеттенському мосту в Чайна-тауні. На західній стороні цього кварталу в тіні мосту працює зелений ринок.
Форсайт-стріт переривається на північ від Канал-стріт на один квартал через шкільний будинок 20-го століття, де зараз розміщено середню школу Університету Пейс і університет I.S. 131, збудована на колишній трасі. Звідти вона проходить паралельно до Крісті-стріт, що лежить на заході від неї, з парком Сари Д. Рузвельт, що розділяє їх. З жовтня 2008 року створена паралельна паркувальна смуга на західній стороні вулиці відокремлена від узбіччя велосипедною смугою, по якій рух транспорту здійснюється на північ від Манхеттенського мосту. Вулиця перетинає район Нижній Іст-Сайд на Мангеттені.
З півдня на північ вулиця Форсайт починається від Генрі-стріт, перетинає Іст-Бродвей, Девіжн-стріт і Канал-стріт, та переходить в пішохідну вулицю на один квартал, потім продовжується від Гестер-стріт, перетинає Гранд-стріт, Брум-стріт, Делансі-стріт, Рівінгтон-стріт і Стентон-стріт і закінчується на Х'юстон-стріт.